# Прометей (футбольный клуб, Ереван)
«Прометей» — советский футбольный клуб из Еревана. Основан не позднее 1989 года.
В 1989 году команда выступила во второй лиге первенства СССР, заменив ереванскую «Искру». Заняла 19-е место из 22 команд в зоне 3. Команду возглавлял Хорен Оганесян, который годом ранее был играющим главным тренером «Искры».

## Достижения
- В первенстве СССР — 19-е место в зональном турнире второй лиги: 1989